# Łazy (Jasienica)

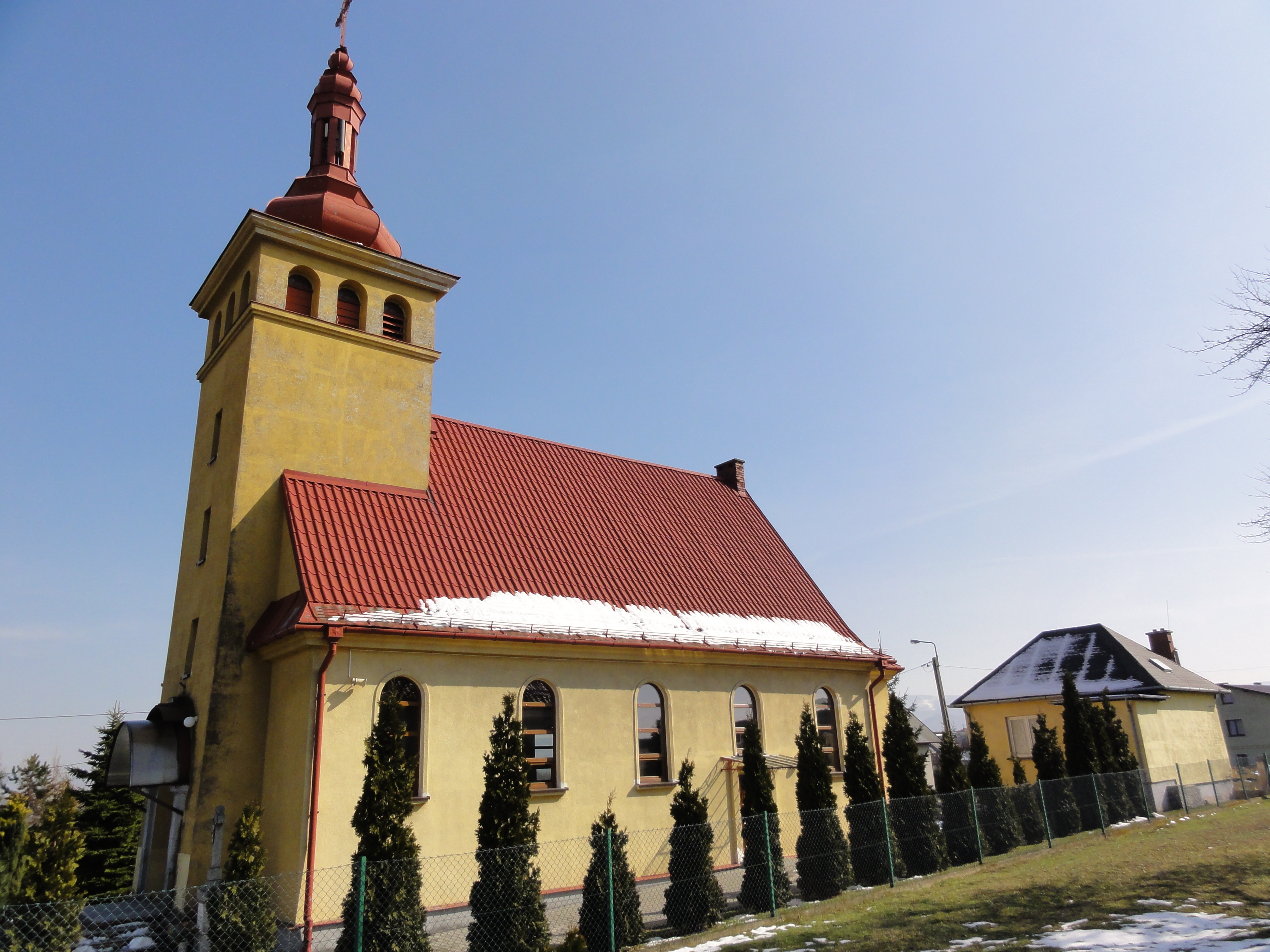
Katholische Kirche

Łazy (deutsch Lazy) ist eine Ortschaft mit einem Schulzenamt der Gemeinde Jasienica im Powiat Bielski der Woiwodschaft Schlesien in Polen. Das Dorf liegt in der historischen Landschaft Teschener Schlesien (polnisch Śląsk Cieszyński).

## Geographie
Łazy liegt im Schlesischen Vorgebirge (Pogórze Śląskie), etwa 10 km westlich von Bielsko-Biała und 45 km südlich von Katowice im Powiat (Kreis) Bielsko-Biała.
Das Dorf hat eine Fläche von 349,1 ha.
Nachbarorte sind Rudzica im Norden, Jasienica im Osten, Świętoszówka im Süden, Grodziec im Südwesten, Wieszczęta und Bielowicko im Westen.

## Geschichte
In den 1990er Jahren wurden dort oberflächliche Spuren (Keramik, Schlacke) einer größeren Ansiedlung (einige Hektar) ausgegraben, wo vor der Völkerwanderung Eisen geschmolzen wurde. Die schwache Erforschung verhindert Erkenntnisse der kulturellen Verbindungen, aber die weitere Umgebung wurde damals von germanischen Stämmen bewohnt.
Wahrscheinlich existierte der Ort, mit einer kreisförmigen Bebauung auf einem Hügel, schon im 13. Jahrhundert,  wurde aber nicht im Liber fundationis episcopatus Vratislaviensis (einem Verzeichnis mehrheitlich neu gegründeter Siedlerdörfer im Bistum Breslau, darin wurden ältere Orte oft ausgelassen) erwähnt. Jedoch die Erwähnung darin von Lazy villa Paczconis bei Orlau deutete auf die Existenz von einem anderen Lazy, d. h. Łazy bei Skotschau, weil das Besitztum vom Ritter Paczko im Liber fundationis hinzugefügt sein musste, um es mit nichterwähnten Lazy nicht zu verwechseln. Die explizite Erwähnung von Łazy östlich der Weichsel folgte erst 1447, obwohl unsicher als Bucze Łazy. Der weit verbreitete Ortsname Łazy bezeichnet eine Ausdünnung/Lichtung des Waldes durch Brandrodung.
Politisch gehörte das Dorf ursprünglich zum Herzogtum Teschen, dieses bestand ab 1290 in der Zeit polnischen Partikularismus. Seit 1327 bestand das Herzogtum die Lehensherrschaft des Königreichs Böhmen, seit 1526 gehörte es zur Habsburgermonarchie. In den Jahren 1573 bzw. 1577 bis ca. 1594 wurde es alt Teil der kurzlebigen Standesherrschaft Skotschau-Schwarzwasser aus dem Herzogtum Teschen ausgegliedert.
Nach der Aufhebung der Patrimonialherrschaften war es ab 1850 eine Gemeinde in Österreichisch-Schlesien, Bezirk Bielitz und Gerichtsbezirk Skotschau. In den Jahren 1880 bis 1910 verkleinerte sich die Einwohnerzahl von 293 im Jahre 1880 auf 244 im Jahre 1910, davon waren sie überwiegend polnischsprachig (in der Form der Teschener Mundarten, zwischen 96,2 % und 100 %), auch deutschsprachig (11 oder 3,8 % im Jahre 1880). Im Jahr 1910 waren sie 83,6 % römisch-katholisch und 16,4 % evangelisch.
Politisch war das Dorf damals von der polnischen Nationalbewegung geprägt, in der Reichsratswahl 1907 (45 aus 48 Stimmen) sowie 1911 (41 aus 46) gewann dort Józef Londzin aus dem Bund der schlesischen Katholiken.
1920, nach dem Zusammenbruch der k.u.k. Monarchie und dem Ende des Polnisch-Tschechoslowakischen Grenzkriegs, kam Łazy zu Polen. Unterbrochen wurde dies nur durch die Besetzung Polens durch die Wehrmacht im Zweiten Weltkrieg (Landkreis Bielitz).
Von 1975 bis 1998 gehörte Łazy zur Woiwodschaft Bielsko-Biała.
Eine römisch-katholische Filialkirche von Bielowicko wurde in den Jahren 1938 bis 1971 erbaut.